# Rubia
Ne doit pas être confondu avec Rubiá.
Genre
Classification phylogénétique
Les garances sont des plantes à fleurs de la famille des Rubiacées appartenant au genre Rubia. Elles tirent leur nom latin (Rubia) de la propriété colorante des racines des garances : Ruber veut dire rouge en Latin.

## Principales espèces
- Flore européenne :
  - Rubia peregrina L. — garance voyageuse
  - Rubia tinctorum L. — garance des teinturiers

La garance voyageuse est une herbe accrochante des cultures fruitières, difficile à éliminer.
La garance des teinturiers est cultivée et utilisée pour la teinte rouge extraite de ses racines.
- Flore asiatique :
  - Rubia cordifolia L. — garance indienne